# حمان الفطواكي

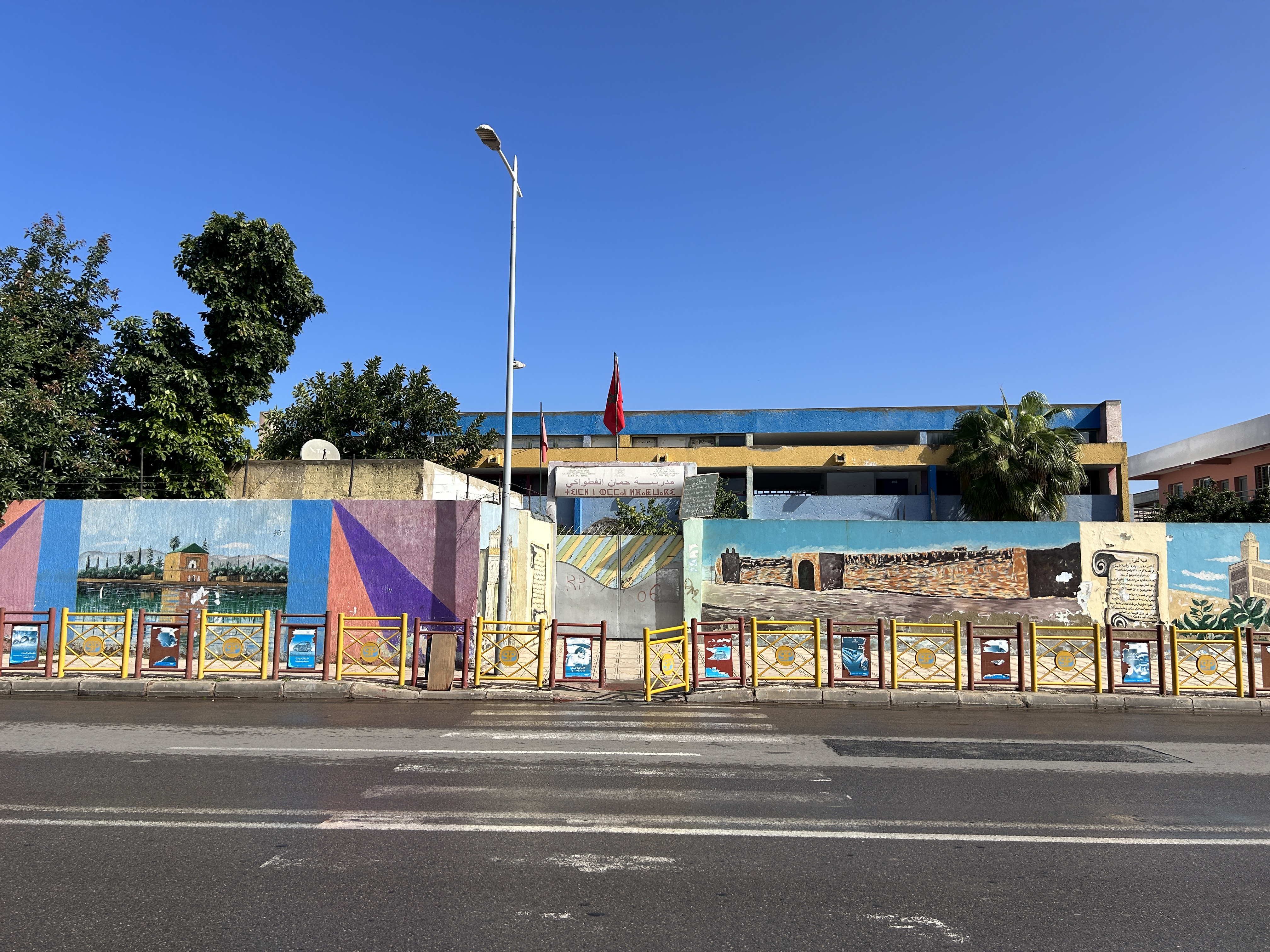
مدرسة تحمل إسم حمان الفطواكي بمدينة سلا.

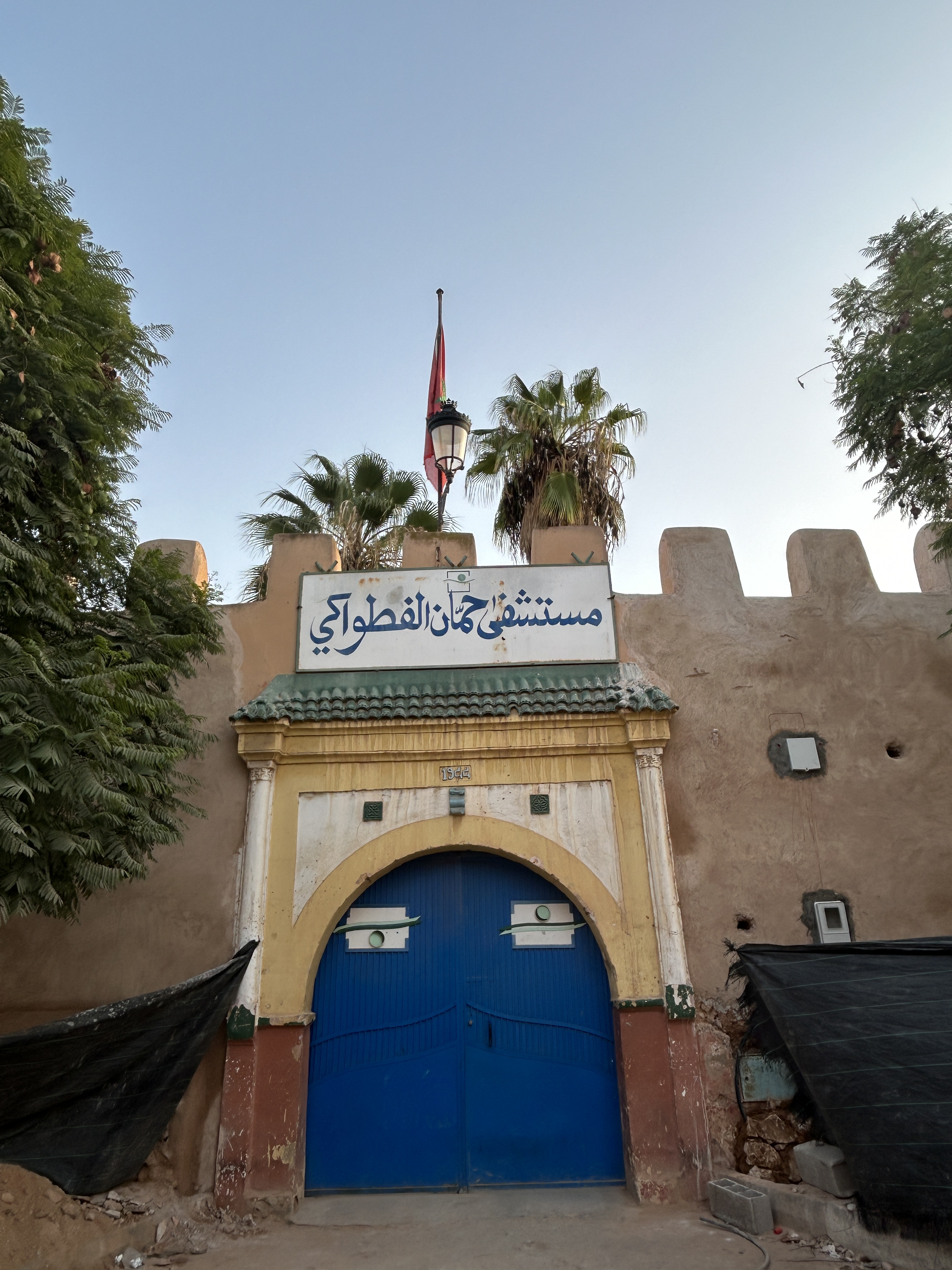
مستشفى بإسم حمان الفطواكي في مدينة تيزنيت.

محمد بن بريك بن ابراهبم (تدلي فطواكة، 1908 - الجديدة، 9 أبريل 1955)، المعروف باسمه الحركي حمان الفطواكي كان مقاوما مغربيا وعضوا في جيش التحرير خلال مرحلة الحماية الفرنسية. كان الفطواكي عضوا قياديا في صفوف خلايا حزب الإستقلال، ومن المؤيدين للكفاح المسلح. قام رفقة أعضاء المنظمة السرية بالدار البيضاء مثل محمد الزرقطوني والفقيه محمد البصري وعبد السلام الجبلي بتنظيم عدة عمليات مسلحة ضد المصالح الفرنسية بالمغرب.
بعد سلسلة من الأعمال الفدائية للمنظمة السرية، اعتقل الفطواكي يوم 27 غشت 1954 بمراكش، وحكم عليه بالإعدام مرتين (في 6 نونبر 1954 و في 3 مارس 1955). نُفذ هذا الحكم يوم 9 أبريل 1955، وذلك رميا بالرصاص في السجن الفلاحي العذير بإقليم الجديدة.
بعد استقلال المغرب، خُلدت ذكرى حمان الفطواكي في عدة مدن، إذ ان عددا كبيرا من المؤسسات العمومية، من مدارس ومستشفيات، تحمل إسمه، وذلك في مختلف ربوع المملكة.